# Sindre Aho
Sindre André Aho (* 20. Juli 1997 in Tønsberg) ist ein norwegischer Handballspieler.

## Karriere

### Verein
Sindre Aho gab sein Debüt in der ersten norwegischen Liga in der Saison 2013/14 für IL Runar Sandefjord. In seiner zweiten Saison bei den Erwachsenen lief er in der zweiten norwegischen Liga für Falk Horten auf. Anschließend kehrte er nach Sandefjord zurück. In der Spielzeit 2016/17 erreichte der 1,83 m große mittlere Rückraumspieler mit ØIF Arendal die Finalspiele um die norwegische Meisterschaft, in denen das Team Elverum Håndball unterlag. Zudem nahm er mit seiner Mannschaft am EHF-Pokal 2016/17 teil. In der Folge lief er für Viking Stavanger und FyllingenBergen auf. Im Jahr 2020 wechselte der Rechtshänder zu Drammen HK, mit dem er zweimal am EHF European Cup sowie an der EHF European League teilnahm. Im Oktober 2023 präsentierte der deutsche Bundesligist MT Melsungen Aho als Ersatz für den langzeitverletzten Domagoj Pavlović. Ab dem Saisonbeginn 2024/25 stand er beim dänischen Erstligisten Ribe-Esbjerg HH unter Vertrag. Im November 2024 wurde Aho vom französischen Erstligisten Montpellier Handball verpflichtet, um den verletzungsbedingten Ausfall von Kyllian Villeminot zu kompensieren. Mit Montpellier gewann er 2025 die Coupe de France. Zur Saison 2025/26 wechselte er zur TSV Hannover-Burgdorf.

### Nationalmannschaft
Aho warf 75 Tore in 32 Länderspielen für die norwegische Jugend-Nationalmannschaft und 26 Tore in zwölf Einsätzen für die norwegische Junioren-Nationalmannschaft.
Bei den Olympischen Jugend-Sommerspielen 2014 gewann er mit Norwegen die Bronzemedaille.